# 武将感状記
『武将感状記』（ぶしょうかんじょうき）は、熊沢猪太郎（熊沢淡庵）によって正徳6年（1716年）に刊行された、戦国時代から江戸時代初期までの武人について著された行状記である。全10巻、250話からなる。『砕玉話』ともいう。
戦国時代には戦地で功績のあった者に、主君が感状を与えるのが慣わしであった。家臣に対する賞賛を書状に認め勲記としたり、または褒賞の目録的な意味合いをなすものでもあった。しかし、本著は実際にそうした感状の類を集成したものではなく、著者が見聞した評伝を、独自の価値判断のもとに好んで採録した逸話集である。その内容は戦国時代や安土桃山時代、かつ江戸時代初期の逸話が中心となることから、封建道徳に即した武士特有の倫理観によって評価された物語と考えられる。
採録された逸話は必ずしも戦闘に関するものだけではない。石田三成と豊臣秀吉の出会いとして有名な「三杯の茶（三献茶）」の逸話が記されているのは本著である。

## 著者
一般的にいわれてきたこととして、著者の熊沢猪太郎は肥前国平戸藩の藩士で、諱は正興、号を淡庵、または砕玉軒ともいい、備前国岡山藩の藩士であった陽明学者の熊沢蕃山の弟子とされている。そのため本著に採録された逸話は、肥前平戸藩と備前岡山藩関係のものが、他藩のものと比較して多数を占めることも道理とされていた。
しかし東京大学史料編纂所の進士慶幹が、平戸の旧藩主・松浦家へ照会したところ、著者に該当するような人物は見当たらず、また熊沢家への問合せでも、そのような人物は先祖にいないということだった。これには進士も、奇怪で収拾がつかないという。結論として、現時点では著者の正体は不明と言わざるを得ない。

## 評価
逸話集という性質、並びに記事の年代と刊行年の隔たりから、史料的価値は高くないと考えられている。本著にしか採録されていない逸話もあるが、著者の出自が不明なことなどから記事の裏付けがとれず、これも信憑性に欠ける点とされている。ただ、刊行年のころの武士の価値観を推し量る材料としては有用との評価がある。小説の材料としても重宝されている。